# Chile Eboe-Osuji
Chile Eboe-Osuji (Anara, Imo, 2 september 1962) is een Nigeriaans jurist. Sinds 2012 is hij rechter van het Internationale Strafhof in Den Haag. Hij schreef twee boeken en een groot aantal artikelen op het gebied van internationaal recht.

## Levensloop
Eboe-Osuji slaagde voor zijn Bachelor of Laws aan de Universiteit van Calabar in Nigeria (1985), behaalde zijn mastergraad aan de McGill-universiteit in Canada (1991) en zijn doctorsgraad aan de Universiteit van Amsterdam (2011).
Hij werd in 1986 toegelaten tot de balie van Nigeria en in 1993 tot die van Brits-Columbia en later dat jaar van Ontario. Van 1997 tot 2005 werkte hij als juridisch adviseur voor de aanklager en de rechters van het Rwandatribunaal in Arusha. In de opvolgende jaren was hij advocaat en docent rechten in Canada. Van 2007 tot 2008 werkte hij als juridisch adviseur voor het Sierra Leonetribunaal in Freetown en keerde daarna voor de periode van 2008 tot 2010 terug naar het Rwandatribunaal.
In 2010 werd hij juridisch adviseur van Navanethem Pillay, VN-hoogcommissaris van de UNHCHR (mensenrechten), en leidde hij de formulering van de aanklachten in de zaak van Hirsi Jamaa vs. Italië en Khalid El-Masri vs. Macedonië voor het Europees Hof voor de Rechten van de Mens, en de zaak van Kiobel vs. Shell aan het Hooggerechtshof van de Verenigde Staten. Daarnaast bleef hij verbonden aan het Sierra Leonetribunaal in de zaak van voormalig president van Liberia, Charles Taylor. Hij schreef twee boeken en een groot aantal artikelen op het gebied van internationaal recht.
Sinds 2012 is hij rechter van de kamer van beroep van het Internationale Strafhof in Den Haag.